# Burgstall Gattenhofen
Der Burgstall Gattenhofen bezeichnet eine abgegangene mittelalterliche Höhenburg auf 410 m ü. NHN über dem Steinbachtal etwa 1950 Meter südwestlich der Kirche in Gattenhofen, einem heutigen Ortsteil der Gemeinde Steinsfeld im mittelfränkischen Landkreis Ansbach in Bayern.
Die Burg erscheint nicht in der historischen Überlieferung.
Der Nordrand des Steinbachtales fällt 70 m sehr steil in die Tiefe ab. Hier wird durch einen 105 m langen, leicht gebogenen Abschnittswall eine Plateauzunge von max. 90 × 50 m Größe abgetrennt. Die nicht von der Topographie nicht vorneherein naheliegende Position des Walls ist durch eine natürliche Geländestufe bedingt, mittels der man mit wenig Aufwand eine Erhöhung von 2–3 m gegenüber dem Vorgelände erreichen konnte. Der Wall ist außen 3 m, innen max. 1 m hoch. Ihm ist ein 2–3 m breiter und max. 0,80 m tiefer Graben vorgelagert. Kurz vor dem Steilhang im Osten biegt der Wall auf 6 m rechtwinklig nach innen um und schafft dadurch eine Art Zangentor, wobei die zweite Torflanke durch den Steilabfall gebildet wird. Früher müssen noch die Fundamente eines quadratischen Turms sichtbar gewesen sein.